# Broga
Broga est une ville de Malaisie, située dans l'État de Selangor.